# Ludolph Lehmus
Daniel Christian Ludolph Lehmus (né le 3 juillet 1780 à Soest, mort le 18 janvier 1863  à Berlin) est un mathématicien allemand. Il a laissé son nom au théorème de Steiner-Lehmus.

## Biographie
Son grand-père est Johann Adam Lehmus, poète. Son père, Christian Balthasar, directeur d'un gymnasium, fait son éducation à la maison.
De 1799 à 1802 il étudie aux universités de Iéna et d'Erlangen. Il se rend à Berlin en 1803. Après avoir donné des cours privés, il devient privatdozent à l'université de Berlin de décembre 1813 à Pâques 1815.
En 1814, il commence à enseigner à l'institut Hauptbergwerks-Eleven (une école des mines). À partir de 1826, il enseigne aussi à l'École combinée d'artillerie et du génie. Il reçoit le titre de professeur en 1827 et son travail lui vaut en 1836 de devenir membre de l'ordre de l'Aigle Rouge.
Il donne jusqu'en 1837 des leçons à l'université,.
Emilie Lehmus (en), première femme-médecin de Berlin, était sa nièce.

## Contributions (sélection)
Lehmus a contribué au Journal für die reine und angewandte Mathematik (Journal de mathématiques pures et appliquées), aussi connu sous le nom de Journal de Crelle.
En 1836 il a été le premier mathématicien allemand à apporter une contribution à l'étude de la strophoïde.
Il a publié en 1820 une solution trigonométrique élégante du problème de Malfatti. dans les Annales de mathématiques pures et appliquées, mais une erreur de typographe fait que son nom y apparaît comme « Lechmütz ».
En 1840 Lehmus écrivit une lettre à Jacques Charles François Sturm, demandant une démonstration géométrique élémentaire de ce qui allait être le théorème de Steiner-Lehmus. Sturm passa la demande à d'autres mathématiciens et Jakob Steiner démontra le théorème ; Lehmus, en 1850, produisit sa propre démonstration,.

## Œuvres (sélection)
Sauf mention contraire, les travaux de Lehmus sont en allemand.
- Aufgaben aus der Körperlehre, Berlin–Halle, 1811
- Lehrbuch der Zahlen-Arithmetik, Buchstaben-Rechenkunst und Algebra, Leipzig, 1816
- Lehrbuch der angewandten Mathematik, vol. I-III, Berlin, 1818, 1822 :
  - vol. 1
  - vol. 3
- Theorie des Krummzapfens, Berlin, 1818
- Die ersten einfachsten Grundbegriffe und Lehren der höheren Analysis und Curvenlehre, Berlin, 1819
- (fr) « Solution nouvelle du problème où il s'agit d'inscrire à un triangle donné quelconque trois cercles tels que chacun d'eux touche les deux autres et deux côtés du triangle », dans Annales de mathématiques pures et appliquées, 1820
- Übungsaufgaben zur Lehre vom Größten und Kleinsten, Berlin, 1823
- Lehrbuch der Geometrie, Berlin, 1826
- Sammlung von aufgelösten Aufgaben aus dem Gebiet der angewandten Mathematik, Berlin, 1828
- Grundlehren der höheren Mathematik und der mechanischen Wissenschaften, Berlin, 1831
- Anwendung des höheren Calculs auf geometrische und mechanische, besonders ballistische Aufgaben, Leipzig, 1836
- Kurzer Leitfaden für den Vortrag der höheren Analysis, höheren Geometrie und analytischen Mechanik, Duncker und Humblot, 1842 Sur Google livres
- Algebraische Aufgaben aus dem ganzen Gebiet der reinen Mathematik mit Angabe der Resultate, Duncker und Humblot, Berlin, 1846 Sur Google livres
- Grenz-Bestimmungen bei Vergleichungen von Kreisen, welche von demselben Dreieck abhängig sind, sowohl unter sich als auch mit dem Dreieck selbst, Leipzig, C. Geibel, 1851 Sur Google livres